# San Bartolomeo in Galdo
San Bartolomeo in Galdo é uma comuna italiana da região da Campania, província de Benevento, com cerca de 5.839 habitantes. Estende-se por uma área de 82 km², tendo uma densidade populacional de 71 hab/km². Faz fronteira com Alberona (FG), Baselice, Castelvetere in Val Fortore, Foiano di Val Fortore, Roseto Valfortore (FG), San Marco la Catola (FG), Tufara (CB), Volturara Appula (FG).

## Demografia
| Variação demográfica do município entre 1861 e 2011                               |
|                                                                                   |
| Fonte: Istituto Nazionale di Statistica (ISTAT) - Elaboração gráfica da Wikipedia |